# Selenops zairensis
Selenops zairensis là một loài nhện trong họ Selenopidae.
Loài này thuộc chi Selenops. Selenops zairensis được P. L. G. Benoit miêu tả năm 1968.